# Prodotti agroalimentari tradizionali marchigiani
I Prodotti agroalimentari tradizionali marchigiani riconosciuti dal Ministero delle politiche agricole alimentari e forestali, su proposta della Regione Marche sono i seguenti, aggiornati al 16 giugno 2008, data dell'ultima revisione dei P.A.T.:
| N.  | Definizione (dati ufficiali del Ministero delle politiche agricole alimentari e forestali) | Cat.   | Settore                                                                                             | Regione |
| --- | ------------------------------------------------------------------------------------------ | ------ | --------------------------------------------------------------------------------------------------- | ------- |
| 1   | Liquore al cumino                                                                          | P.A.T. | Bevande analcoliche, distillati e liquori                                                           | Marche  |
| 2   | Liquore all'anice - Mistrà                                                                 | P.A.T. | Bevande analcoliche, distillati e liquori                                                           | Marche  |
| 3   | Prunus di valle rea - lacrima di spino nero                                                | P.A.T. | Bevande analcoliche, distillati e liquori                                                           | Marche  |
| 4   | Sapa                                                                                       | P.A.T. | Bevande analcoliche, distillati e liquori                                                           | Marche  |
| 5   | Vino cotto - vi' cotto - vi' cuottë                                                        | P.A.T. | Bevande analcoliche, distillati e liquori                                                           | Marche  |
| 6   | Visner - Vino di visciole                                                                  | P.A.T. | Bevande analcoliche, distillati e liquori                                                           | Marche  |
| 7   | Barbaglia - goletta                                                                        | P.A.T. | Carni (e frattaglie) fresche e loro preparazione                                                    | Marche  |
| 8   | Budellino di agnello o capretto crudo                                                      | P.A.T. | Carni (e frattaglie) fresche e loro preparazione                                                    | Marche  |
| 9   | Cappone rustico - cappone nostrale                                                         | P.A.T. | Carni (e frattaglie) fresche e loro preparazione                                                    | Marche  |
| 10  | Carne del cavallo del catria                                                               | P.A.T. | Carni (e frattaglie) fresche e loro preparazione                                                    | Marche  |
| 11  | Carne della razza bovina marchigiana                                                       | P.A.T. | Carni (e frattaglie) fresche e loro preparazione                                                    | Marche  |
| 12  | Carne di pecora sopravvissana                                                              | P.A.T. | Carni (e frattaglie) fresche e loro preparazione                                                    | Marche  |
| 13  | Ciarimbolo – ciaringolo - buzzicco – ciambudeo                                             | P.A.T. | Carni (e frattaglie) fresche e loro preparazione                                                    | Marche  |
| 14  | Ciauscolo – ciabuscolo – ciavuscolo                                                        | P.A.T. | Carni (e frattaglie) fresche e loro preparazione                                                    | Marche  |
| 15  | Cicoli – ciccioli – sgrisciuli                                                             | P.A.T. | Carni (e frattaglie) fresche e loro preparazione                                                    | Marche  |
| 16  | Coppa Marchigiana - Coppa di testa                                                         | P.A.T. | Carni (e frattaglie) fresche e loro preparazione                                                    | Marche  |
| 17  | Fegatelli                                                                                  | P.A.T. | Carni (e frattaglie) fresche e loro preparazione                                                    | Marche  |
| 18  | Galantina                                                                                  | P.A.T. | Carni (e frattaglie) fresche e loro preparazione                                                    | Marche  |
| 19  | Gallo ruspante                                                                             | P.A.T. | Carni (e frattaglie) fresche e loro preparazione                                                    | Marche  |
| 20  | Lardo del Montefeltro                                                                      | P.A.T. | Carni (e frattaglie) fresche e loro preparazione                                                    | Marche  |
| 21  | Lonza – capocollo – scalmarita                                                             | P.A.T. | Carni (e frattaglie) fresche e loro preparazione                                                    | Marche  |
| 22  | Lonzino – capolombo                                                                        | P.A.T. | Carni (e frattaglie) fresche e loro preparazione                                                    | Marche  |
| 23  | Mazzafegato – salsiccia matta                                                              | P.A.T. | Carni (e frattaglie) fresche e loro preparazione                                                    | Marche  |
| 24  | Miaccio – miaggio – migliaccio                                                             | P.A.T. | Carni (e frattaglie) fresche e loro preparazione                                                    | Marche  |
| 25  | Pancetta arrotolata                                                                        | P.A.T. | Carni (e frattaglie) fresche e loro preparazione                                                    | Marche  |
| 26  | Porchetta                                                                                  | P.A.T. | Carni (e frattaglie) fresche e loro preparazione                                                    | Marche  |
| 27  | Prosciutto aromatizzato del Montefeltro                                                    | P.A.T. | Carni (e frattaglie) fresche e loro preparazione                                                    | Marche  |
| 28  | Prosciutto delle Marche                                                                    | P.A.T. | Carni (e frattaglie) fresche e loro preparazione                                                    | Marche  |
| 29  | Salame di Fabriano                                                                         | P.A.T. | Carni (e frattaglie) fresche e loro preparazione                                                    | Marche  |
| 30  | Salame di frattula                                                                         | P.A.T. | Carni (e frattaglie) fresche e loro preparazione                                                    | Marche  |
| 31  | Salame di pecora                                                                           | P.A.T. | Carni (e frattaglie) fresche e loro preparazione                                                    | Marche  |
| 32  | Salame di soprassato o soppressato                                                         | P.A.T. | Carni (e frattaglie) fresche e loro preparazione                                                    | Marche  |
| 33  | Salame lardellato                                                                          | P.A.T. | Carni (e frattaglie) fresche e loro preparazione                                                    | Marche  |
| 34  | Salsiccia                                                                                  | P.A.T. | Carni (e frattaglie) fresche e loro preparazione                                                    | Marche  |
| 35  | Salsiccia di fegato                                                                        | P.A.T. | Carni (e frattaglie) fresche e loro preparazione                                                    | Marche  |
| 36  | Spalletta                                                                                  | P.A.T. | Carni (e frattaglie) fresche e loro preparazione                                                    | Marche  |
| 37  | Tacchino bronzato rustico o nostrano (galinacc – dindl - dindo)                            | P.A.T. | Carni (e frattaglie) fresche e loro preparazione                                                    | Marche  |
| 38  | Conserva di pomodori                                                                       | P.A.T. | Condimenti                                                                                          | Marche  |
| 39  | Pasta di tartufo bianco                                                                    | P.A.T. | Condimenti                                                                                          | Marche  |
| 40  | Salamora di belvedere                                                                      | P.A.T. | Condimenti                                                                                          | Marche  |
| 41  | Salsa di olive                                                                             | P.A.T. | Condimenti                                                                                          | Marche  |
| 42  | Cacio in forma di limone                                                                   | P.A.T. | Formaggi                                                                                            | Marche  |
| 43  | Caciotta                                                                                   | P.A.T. | Formaggi                                                                                            | Marche  |
| 44  | Caciotta vaccina al caglio vegetale                                                        | P.A.T. | Formaggi                                                                                            | Marche  |
| 45  | Caprino                                                                                    | P.A.T. | Formaggi                                                                                            | Marche  |
| 46  | Caprino al lattice di fico                                                                 | P.A.T. | Formaggi                                                                                            | Marche  |
| 47  | Cascio pecorino lievito - pecorino fresco "a latte crudo"                                  | P.A.T. | Formaggi                                                                                            | Marche  |
| 48  | Casecc                                                                                     | P.A.T. | Formaggi                                                                                            | Marche  |
| 49  | Formaggio di fossa                                                                         | P.A.T. | Formaggi                                                                                            | Marche  |
| 50  | pecorino                                                                                   | P.A.T. | Formaggi                                                                                            | Marche  |
| 51  | Pecorino in botte                                                                          | P.A.T. | Formaggi                                                                                            | Marche  |
| 52  | Raviggiolo                                                                                 | P.A.T. | Formaggi                                                                                            | Marche  |
| 53  | Slattato                                                                                   | P.A.T. | Formaggi                                                                                            | Marche  |
| 54  | Olio extravergine di oliva monovarietale coroncina                                         | P.A.T. | Grassi (burro, margarina, oli)                                                                      | Marche  |
| 55  | Olio extravergine di oliva monovarietale mignola                                           | P.A.T. | Grassi (burro, margarina, oli)                                                                      | Marche  |
| 56  | Olio extravergine di oliva monovarietale piantone di Falerone                              | P.A.T. | Grassi (burro, margarina, oli)                                                                      | Marche  |
| 57  | Olio extravergine di oliva monovarietale piantone di Mogliano                              | P.A.T. | Grassi (burro, margarina, oli)                                                                      | Marche  |
| 58  | Olio extravergine di oliva monovarietale raggia                                            | P.A.T. | Grassi (burro, margarina, oli)                                                                      | Marche  |
| 59  | Olio extravergine di oliva monovarietale raggiola                                          | P.A.T. | Grassi (burro, margarina, oli)                                                                      | Marche  |
| 60  | Olio extravergine di oliva monovarietale sargano di Fermo                                  | P.A.T. | Grassi (burro, margarina, oli)                                                                      | Marche  |
| 61  | Bacche di biancospino in sciroppo                                                          | P.A.T. | Prodotti vegetali allo stato naturale o trasformati                                                 | Marche  |
| 62  | Carciofo monteluponese o scarciofeno                                                       | P.A.T. | Prodotti vegetali allo stato naturale o trasformati                                                 | Marche  |
| 63  | Carciofo violetto precoce di Jesi                                                          | P.A.T. | Prodotti vegetali allo stato naturale o trasformati                                                 | Marche  |
| 64  | Cavolfiore “precoce di Jesi”                                                               | P.A.T. | Prodotti vegetali allo stato naturale o trasformati                                                 | Marche  |
| 65  | Cavolfiore “tardivo di Fano”                                                               | P.A.T. | Prodotti vegetali allo stato naturale o trasformati                                                 | Marche  |
| 66  | Cicerchia di Serra de' Conti                                                               | P.A.T. | Prodotti vegetali allo stato naturale o trasformati                                                 | Marche  |
| 67  | Cipolla di Suasa                                                                           | P.A.T. | Prodotti vegetali allo stato naturale o trasformati                                                 | Marche  |
| 68  | Composta di castagne                                                                       | P.A.T. | Prodotti vegetali allo stato naturale o trasformati                                                 | Marche  |
| 69  | Cotognata                                                                                  | P.A.T. | Prodotti vegetali allo stato naturale o trasformati                                                 | Marche  |
| 70  | Farina di granturco quarantino nostrano del Maceratese                                     | P.A.T. | Prodotti vegetali allo stato naturale o trasformati                                                 | Marche  |
| 71  | Farro “triticum dicoccum”                                                                  | P.A.T. | Prodotti vegetali allo stato naturale o trasformati                                                 | Marche  |
| 72  | Germogli di pungitopo sott'olio                                                            | P.A.T. | Prodotti vegetali allo stato naturale o trasformati                                                 | Marche  |
| 73  | Germogli di tamaro sott'olio                                                               | P.A.T. | Prodotti vegetali allo stato naturale o trasformati                                                 | Marche  |
| 74  | Germogli di vitalba sott'olio                                                              | P.A.T. | Prodotti vegetali allo stato naturale o trasformati                                                 | Marche  |
| 75  | Gobbo di Trodica - cardo di Macerata                                                       | P.A.T. | Prodotti vegetali allo stato naturale o trasformati                                                 | Marche  |
| 76  | Granita con pesche di Montelabbate - grattamarianna                                        | P.A.T. | Prodotti vegetali allo stato naturale o trasformati                                                 | Marche  |
| 77  | Lamponi sciroppati                                                                         | P.A.T. | Prodotti vegetali allo stato naturale o trasformati                                                 | Marche  |
| 78  | Marmellata di bacche di rosa canina                                                        | P.A.T. | Prodotti vegetali allo stato naturale o trasformati                                                 | Marche  |
| 79  | Marmellata di cotogne e radici di cicoria                                                  | P.A.T. | Prodotti vegetali allo stato naturale o trasformati                                                 | Marche  |
| 80  | Marmellata di fichi della signora                                                          | P.A.T. | Prodotti vegetali allo stato naturale o trasformati                                                 | Marche  |
| 81  | Marmellata di more                                                                         | P.A.T. | Prodotti vegetali allo stato naturale o trasformati                                                 | Marche  |
| 82  | Marmellata di mosto e mele mostarda                                                        | P.A.T. | Prodotti vegetali allo stato naturale o trasformati                                                 | Marche  |
| 83  | Marmellata di pomodori verdi                                                               | P.A.T. | Prodotti vegetali allo stato naturale o trasformati                                                 | Marche  |
| 84  | Marrone del Montefeltro                                                                    | P.A.T. | Prodotti vegetali allo stato naturale o trasformati                                                 | Marche  |
| 85  | Marrone di Acquasanta Terme                                                                | P.A.T. | Prodotti vegetali allo stato naturale o trasformati                                                 | Marche  |
| 86  | Marrone di Roccafluvione                                                                   | P.A.T. | Prodotti vegetali allo stato naturale o trasformati                                                 | Marche  |
| 87  | Mela rosa - pianella - rosetta - durella - appietta                                        | P.A.T. | Prodotti vegetali allo stato naturale o trasformati                                                 | Marche  |
| 88  | Mela rozza                                                                                 | P.A.T. | Prodotti vegetali allo stato naturale o trasformati                                                 | Marche  |
| 89  | Misto di fine stagione                                                                     | P.A.T. | Prodotti vegetali allo stato naturale o trasformati                                                 | Marche  |
| 90  | Olive nere marinate - olive nere strinate                                                  | P.A.T. | Prodotti vegetali allo stato naturale o trasformati                                                 | Marche  |
| 91  | Orzo mondo tostato macinato                                                                | P.A.T. | Prodotti vegetali allo stato naturale o trasformati                                                 | Marche  |
| 92  | Pera angelica                                                                              | P.A.T. | Prodotti vegetali allo stato naturale o trasformati                                                 | Marche  |
| 93  | Pesca di Montelabbate                                                                      | P.A.T. | Prodotti vegetali allo stato naturale o trasformati                                                 | Marche  |
| 93  | Roveja - rubiglio - corbello                                                               | P.A.T. | Prodotti vegetali allo stato naturale o trasformati                                                 | Marche  |
| 94  | Taccole                                                                                    | P.A.T. | Prodotti vegetali allo stato naturale o trasformati                                                 | Marche  |
| 95  | Tartufo bianco (tuber magnatum pico)                                                       | P.A.T. | Prodotti vegetali allo stato naturale o trasformati                                                 | Marche  |
| 96  | Tartufo nero estivo (tuber aestivum vitt.) o scorzone                                      | P.A.T. | Prodotti vegetali allo stato naturale o trasformati                                                 | Marche  |
| 97  | Tartufo nero pregiato (tuber melanosporum vitt.)                                           | P.A.T. | Prodotti vegetali allo stato naturale o trasformati                                                 | Marche  |
| 98  | Visciolata                                                                                 | P.A.T. | Prodotti vegetali allo stato naturale o trasformati                                                 | Marche  |
| 99  | Visciole e amarene di Cantiano                                                             | P.A.T. | Prodotti vegetali allo stato naturale o trasformati                                                 | Marche  |
| 100 | Visciole essiccate                                                                         | P.A.T. | Prodotti vegetali allo stato naturale o trasformati                                                 | Marche  |
| 101 | Visciole sciolte al sole - visciuli a lu sole                                              | P.A.T. | Prodotti vegetali allo stato naturale o trasformati                                                 | Marche  |
| 102 | Anicetti                                                                                   | P.A.T. | Paste fresche e prodotti della panetteria, della biscotteria, della pasticceria e della confetteria | Marche  |
| 103 | Biscotti di mosto                                                                          | P.A.T. | Paste fresche e prodotti della panetteria, della biscotteria, della pasticceria e della confetteria | Marche  |
| 104 | Biscottini sciroppati - biscutin'                                                          | P.A.T. | Paste fresche e prodotti della panetteria, della biscotteria, della pasticceria e della confetteria | Marche  |
| 105 | Bostrengo                                                                                  | P.A.T. | Paste fresche e prodotti della panetteria, della biscotteria, della pasticceria e della confetteria | Marche  |
| 106 | Calcione di Treia                                                                          | P.A.T. | Paste fresche e prodotti della panetteria, della biscotteria, della pasticceria e della confetteria | Marche  |
| 107 | Calcioni di fave fritti                                                                    | P.A.T. | Paste fresche e prodotti della panetteria, della biscotteria, della pasticceria e della confetteria | Marche  |
| 108 | Castagnole                                                                                 | P.A.T. | Paste fresche e prodotti della panetteria, della biscotteria, della pasticceria e della confetteria | Marche  |
| 109 | Cavallucci                                                                                 | P.A.T. | Paste fresche e prodotti della panetteria, della biscotteria, della pasticceria e della confetteria | Marche  |
| 110 | Chichiripieno o chichì                                                                     | P.A.T. | Paste fresche e prodotti della panetteria, della biscotteria, della pasticceria e della confetteria | Marche  |
| 111 | Ciambella frastagliata – ciammella strozzosa                                               | P.A.T. | Paste fresche e prodotti della panetteria, della biscotteria, della pasticceria e della confetteria | Marche  |
| 112 | Ciambelle all'anice o anicini                                                              | P.A.T. | Paste fresche e prodotti della panetteria, della biscotteria, della pasticceria e della confetteria | Marche  |
| 113 | Ciambellone                                                                                | P.A.T. | Paste fresche e prodotti della panetteria, della biscotteria, della pasticceria e della confetteria | Marche  |
| 114 | Cicerchiata                                                                                | P.A.T. | Paste fresche e prodotti della panetteria, della biscotteria, della pasticceria e della confetteria | Marche  |
| 115 | Crescia – crescia brusca – spianata – cacciannanzi                                         | P.A.T. | Paste fresche e prodotti della panetteria, della biscotteria, della pasticceria e della confetteria | Marche  |
| 116 | Crescia fogliata - crescia fojata - lu rocciu                                              | P.A.T. | Paste fresche e prodotti della panetteria, della biscotteria, della pasticceria e della confetteria | Marche  |
| 117 | Crescia sotto la cenere – torta coi ovi                                                    | P.A.T. | Paste fresche e prodotti della panetteria, della biscotteria, della pasticceria e della confetteria | Marche  |
| 118 | Cresciolina                                                                                | P.A.T. | Paste fresche e prodotti della panetteria, della biscotteria, della pasticceria e della confetteria | Marche  |
| 119 | Crostata al torrone                                                                        | P.A.T. | Paste fresche e prodotti della panetteria, della biscotteria, della pasticceria e della confetteria | Marche  |
| 120 | Crostoli del Montefeltro                                                                   | P.A.T. | Paste fresche e prodotti della panetteria, della biscotteria, della pasticceria e della confetteria | Marche  |
| 121 | Fave dei morti                                                                             | P.A.T. | Paste fresche e prodotti della panetteria, della biscotteria, della pasticceria e della confetteria | Marche  |
| 122 | Fristingo – fristingu – frestinghe                                                         | P.A.T. | Paste fresche e prodotti della panetteria, della biscotteria, della pasticceria e della confetteria | Marche  |
| 123 | Frittelle di polenta                                                                       | P.A.T. | Paste fresche e prodotti della panetteria, della biscotteria, della pasticceria e della confetteria | Marche  |
| 124 | Frustenga                                                                                  | P.A.T. | Paste fresche e prodotti della panetteria, della biscotteria, della pasticceria e della confetteria | Marche  |
| 125 | Funghetto di Offida                                                                        | P.A.T. | Paste fresche e prodotti della panetteria, della biscotteria, della pasticceria e della confetteria | Marche  |
| 126 | Lonza di fico – lonzino di fico – lonzetta di fico – salame di fico                        | P.A.T. | Paste fresche e prodotti della panetteria, della biscotteria, della pasticceria e della confetteria | Marche  |
| 127 | Maccheroncini di Campofilone – capellini di Campofilone                                    | P.A.T. | Paste fresche e prodotti della panetteria, della biscotteria, della pasticceria e della confetteria | Marche  |
| 128 | Maiorchino – marocchino                                                                    | P.A.T. | Paste fresche e prodotti della panetteria, della biscotteria, della pasticceria e della confetteria | Marche  |
| 129 | Pan nociato                                                                                | P.A.T. | Paste fresche e prodotti della panetteria, della biscotteria, della pasticceria e della confetteria | Marche  |
| 130 | Pane a lievitazione naturale                                                               | P.A.T. | Paste fresche e prodotti della panetteria, della biscotteria, della pasticceria e della confetteria | Marche  |
| 131 | Pane di Chiaserna                                                                          | P.A.T. | Paste fresche e prodotti della panetteria, della biscotteria, della pasticceria e della confetteria | Marche  |
| 132 | Pane di Pasqua di Borgopace                                                                | P.A.T. | Paste fresche e prodotti della panetteria, della biscotteria, della pasticceria e della confetteria | Marche  |
| 133 | Pizza con le noci                                                                          | P.A.T. | Paste fresche e prodotti della panetteria, della biscotteria, della pasticceria e della confetteria | Marche  |
| 134 | Pizza di Pasqua o crescia di Pasqua                                                        | P.A.T. | Paste fresche e prodotti della panetteria, della biscotteria, della pasticceria e della confetteria | Marche  |
| 135 | Pizza o crescia di Pasqua al formaggio                                                     | P.A.T. | Paste fresche e prodotti della panetteria, della biscotteria, della pasticceria e della confetteria | Marche  |
| 136 | Quadrelli pelusi                                                                           | P.A.T. | Paste fresche e prodotti della panetteria, della biscotteria, della pasticceria e della confetteria | Marche  |
| 137 | Rocciata - erbata                                                                          | P.A.T. | Paste fresche e prodotti della panetteria, della biscotteria, della pasticceria e della confetteria | Marche  |
| 138 | Scroccafusi                                                                                | P.A.T. | Paste fresche e prodotti della panetteria, della biscotteria, della pasticceria e della confetteria | Marche  |
| 139 | Lu serpe                                                                                   | P.A.T. | Paste fresche e prodotti della panetteria, della biscotteria, della pasticceria e della confetteria | Marche  |
| 140 | Sfrappe - fiocchetti                                                                       | P.A.T. | Paste fresche e prodotti della panetteria, della biscotteria, della pasticceria e della confetteria | Marche  |
| 141 | Sughetti - sughitti - sciugheti - sapetti                                                  | P.A.T. | Paste fresche e prodotti della panetteria, della biscotteria, della pasticceria e della confetteria | Marche  |
| 142 | Tacconi - tacon                                                                            | P.A.T. | Paste fresche e prodotti della panetteria, della biscotteria, della pasticceria e della confetteria | Marche  |
| 143 | Torrone di fichi – panetto di fichi                                                        | P.A.T. | Paste fresche e prodotti della panetteria, della biscotteria, della pasticceria e della confetteria | Marche  |
| 144 | Torta di granoturco in graticola                                                           | P.A.T. | Paste fresche e prodotti della panetteria, della biscotteria, della pasticceria e della confetteria | Marche  |
| 145 | Ungaracci - ungarucci                                                                      | P.A.T. | Paste fresche e prodotti della panetteria, della biscotteria, della pasticceria e della confetteria | Marche  |
| 146 | Filetti di trota affumicati                                                                | P.A.T. | Preparazionedi pesci, molluschi e crostacei e tecniche particolari di allevamento degli stessi      | Marche  |
| 147 | Miele delle marche                                                                         | P.A.T. | Prodotti di origine animale (miele, prodotti lattiero caseari di vario tipo)                        | Marche  |
| 148 | Ricotta                                                                                    | P.A.T. | Prodotti di origine animale (miele, prodotti lattiero caseari di vario tipo)                        | Marche  |
| 149 | Ricotta salata                                                                             | P.A.T. | Prodotti di origine animale (miele, prodotti lattiero caseari di vario tipo)                        | Marche  |